# 藤井勇 (照明技師)
藤井 勇（ふじい いさむ、1970年 - ）は日本の映画の照明技師。福岡県出身。

## 主な参加作品
- 天然コケッコー（2007年、山下敦弘監督）
- ノン子36歳（家事手伝い）（2008年、熊切和嘉監督）
- ソラニン（2010年、三木孝浩監督）
- パーマネント野ばら（2010年、吉田大八監督）
- アブラクサスの祭（2010年、加藤直輝監督）
- 海炭市叙景（2010年、熊切和嘉監督）
- さや侍（2011年、松本人志監督）
- 桐島、部活やめるってよ（2012年、吉田大八監督）
- 横道世之介（2013年、沖田修一監督）
- そこのみにて光輝く（2014年、呉美保監督）
- 私の男（2014年、熊切和嘉監督）
- バンクーバーの朝日（2014年、石井裕也監督）
- ストレイヤーズ・クロニクル（2015年、瀬々敬久監督）
- 太陽（2016年、入江悠監督）
- オーバー・フェンス（2016年、山下敦弘監督）
- ホワイトリリー（2016年、中田秀夫監督）
- 武曲 MUKOKU（2017年、熊切和嘉監督）
- 万引き家族（2018年、是枝裕和監督）
- ハナレイ・ベイ（2018年、松永大司監督）
- 人間失格 太宰治と3人の女たち（2019年、蜷川実花監督）
- ブルーアワーにぶっ飛ばす（2019年、箱田優子監督）
- おまえの罪を自白しろ（2023年、水田伸生監督）

## 受賞歴
- 第42回日本アカデミー賞 （2018年度） - 最優秀照明賞（『万引き家族』）